# Chris Shepherd

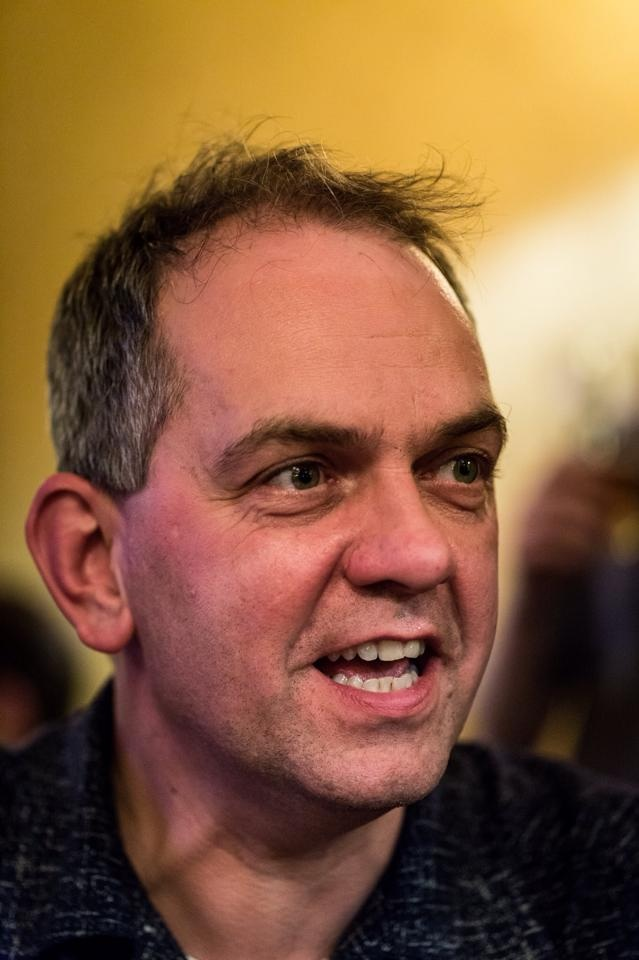
Chris Shepherd (2014)

Chris Shepherd (* 4. Dezember 1966 in Liverpool) ist ein britischer Regisseur, Drehbuchautor und Filmproduzent.

## Leben
Shepherd studierte ab 1985 am Polytechnikum in Liverpool und arbeitete danach als Editor. Zwischen 1989 und 1992 studierte er Animation am West Surrey College of Art and Design. Er realisierte bereits 1992 den sechsminütigen Kurzfilm A Load of Balls, seinen Durchbruch als Regisseur und Drehbuchautor hatte er jedoch erst 1997 mit dem von Channel 4 produzierten Animations-Kurzfilm The Broken Jaw. Im selben Jahr arbeitete er für die BBC an der Comedyshow Big Train. Zu seinen weiteren Arbeiten für Channel 4 gehörten die Serie People’s Britain und School Disco, die er mit seiner 2000 gegründeten Produktionsfirma Slinky Pictures realisierte. 2003 produzierte er den Animationskurzfilm Dad’s Dead, der mit insgesamt 25 Preisen ausgezeichnet wurde, darunter als bester Kurzfilm bei den British Independent Film Awards. Zudem wurde der Film für einen BAFTA Award nominiert. Mein wahnsinniger Nachbar wurde  2006 auf dem London Film Festival mit dem TCM Classic Shorts Award ausgezeichnet.

## Filmografie (Auswahl)

### Als Regisseur
- 1992: A Load of Balls
- 1997: The Broken Jaw
- 2000: Pop Skool (TV-Serie)
- 2001: People’s Britain (TV)
- 2002: Dad’s Dead (TV)
- 2005: Who I Am and What I Want
- 2006: Mein wahnsinniger Nachbar (Silence Is Golden)
- 2010: Bad Night for the Blues

### Als Drehbuchautor
- 1992: A Load of Balls
- 1997: The Broken Jaw
- 2000: Backward Writing
- 2001: People’s Britain (TV)
- 2002: Dad’s Dead (TV)
- 2005: Who I Am and What I Want
- 2006: Mein wahnsinniger Nachbar (Silence Is Golden)
- 2010: Bad Night for the Blues

## Auszeichnungen (Auswahl)
- 2002: British Animation Award für People’s Britain
- 2002: BAFTA-Nominierung für The World of Interiors
- 2004: BAFTA-Nominierung für Dad’s Dead
- 2004: Zwei British Animation Awards für Dad’s Dead
- 2006: British Animation Award für Who I Am and What I Want
- 2006: Preis für den witzigsten Film beim Trickfilmfestival Stuttgart für Who I Am and What I Want
- 2006: London Film Festival TCM Prize für Mein wahnsinniger Nachbar
- 2011: International Canal+ Award Clermont Ferrand für Bad Night for the Blues